# Terenzio Grossi
Terenzio Grossi (Urbania, 25 settembre 1832 – Isola di Fano, settembre 1862) è stato un brigante italiano, capobanda dell’omonima organizzazione criminale, la Banda Grossi, attiva tra il 1861 e il 1862 nell’area settentrionale delle Marche.
Grossi e la sua banda furono autori di numerosi omicidi, rapine e insurrezioni armate contro il nascente Stato Italiano, appoggiando di fatto un tentativo di restaurazione del potere pontificio nelle terre marchigiane a cavallo dell'Unità d'Italia. Ricordato nella tradizione orale come un eroe del popolo, fu assassinato a tradimento dal suo gregario e braccio destro Sante Frontini, il quale agì in segreto accordo con la Prefettura di Pesaro e Urbino per la consegna del capobanda in cambio di un'amnistia e di una ricompensa in denaro.

## Adolescenza e primi crimini
Terenzio Grossi nacque a Casenuove di Urbania il 25 settembre 1832, paese dell'entroterra marchigiano a quindici chilometri da Urbino. Primogenito di due figli (Terenzio e Marco), crebbe in una famiglia di contadini nullatenenti, lavorando la terra di alcuni poderi tra Urbania e il paese di Gallo. Ben presto Terenzio Grossi si dimostrò insofferente alla sua condizione di bracciante e in adolescenza compì i primi crimini contro la proprietà, sottraendo beni di fortuna ai coloni e ai possidenti del circondario.  
Nel 1854, Grossi era già stato arrestato più volte dalle forze dello Stato Pontificio per furti, contumacia e violazione del precetto politico che all'epoca prevedeva l'obbligo d'impiego in onesto mestiere e il rispetto del coprifuoco dal tramonto all'alba. Negli atti processuali venne descritto di alta statura e fiera presenza, caparbio e intraprendente nel rispondere alle accuse a suo carico. 

## La reclusione
Grossi evase ripetutamente dalle carceri di Fossombrone e Sant'Angelo in Vado, e infine dal Forte di San Leo nel 1858, dopo l'ultima condanna a dodici anni di reclusione. Latitante e in collera per la severità della condanna pontificia a suo carico, Grossi si diede alle macchie per qualche tempo per poi arruolarsi volontario con i rivoluzionari garibaldini nel 1860, anno in cui combatté a fianco dei rivoluzionari contro lo Stato della Chiesa. È assai probabile che in quel periodo Grossi sperasse in un'amnistia del nuovo Stato per i crimini passati e che in qualche modo potesse scampare le vecchie condanne a suo carico combattendo per i garibaldini. Ma l'amnistia per Grossi e gli altri delinquenti delle carceri pontificie non arrivò e l'anno seguente lo Stato Italiano si affermò nelle Romagne e nelle Marche con nuove tasse e leva obbligatoria. 
Deluso da entrambi i frangenti della politica e dopo aver rischiato la morte da soldato nella battaglia di Fossombrone del 10 settembre 1860, Grossi riprese per le macchie radunando giovani renitenti alla leva e disillusi dalla politica nel tentativo di opporsi al dominatore piemontese.

## La banda criminale
Tra il 1861 e 1862, Terenzio Grossi e la sua banda furono al centro di numerose occupazioni armate di paesi e cittadine dell'entroterra marchigiano, nonché autori di atti di sfrontatezza e violenza contro i Reali Carabinieri e la Guardia Nazionale. Tra i paesi occupati ci furono Montefabbri, Isola di Fano, Acqualagna, Montescatto. Le rapine condotte dalla banda ai danni di ville, diligenze, locali e attività commerciali generarono ingenti guadagni di cui spesso Grossi ne elargì parte ai popolani, conquistandone l'affetto e la notorietà. 
La banda, composta perlopiù da manutengoli, disertori e delinquenti occasionali, trovò così l'appoggio della popolazione meno abbiente, che soffriva maggiormente l'istituzione della leva obbligatoria e riconosceva nel dominatore piemontese un attentatore agli equilibri politici e spirituali, fondamenti dello Stato della Chiesa che li aveva governati da secoli.

## Il tradimento e la morte
La fama di Terenzio Grossi e compagni crebbe in proporzione al loro potere criminale, tanto da richiedere il dispiegamento di ingenti truppe armate nel tentativo di catturarli. Ciononostante dopo più di un anno di ricerche Terenzio Grossi era ancora latitante.
Il 9 settembre 1862 Sante Frontini, esponente violento e sanguinario della banda, si accordò con la Prefettura di Pesaro e Urbino per la consegna di Terenzio Grossi in cambio di un passaporto per l'estero e una ricompensa di 1000 lire. Terenzio Grossi, che tempo addietro aveva rifiutato la medesima offerta della Prefettura pur di non tradire i suoi compagni, venne ucciso con due fucilate alle spalle esplose da Sante Frontini in un sentiero che porta ad Isola di Fano.
Sante Frontini non ricevette l'immunità promessa ma venne poi processato e condannato a morte tramite ghigliottina.